# Biennale internationale de peinture d'enfants
La Biennale internationale de peinture d'enfants est une exposition de travaux d'enfants qui se produit les années paires au Musée de Peinture de Saint-Frajou, Saint-Frajou, France.

## Historique
La biennale a été fondée par l'artiste peintre Ksenia Milicevic en 2012 comme un pont symbolique reliant le Musée de Peinture de Saint-Frajou et l'ancienne école communale dans laquelle est situé le musée. Entre deux biennales, les années impaires, est organisé le Concours pour la Mascotte de la biennale suivante. Les peintures d'enfants sont conservés dans la pinacothèque du Musée de Peinture de Saint-Frajou ouverte au public depuis 2019.

## Biennale 2012
Le sujet de la Biennale 2012 a été libre. Les pays participants : Algérie, Angleterre, Argentine, Bolivie, Bulgarie, Croatie, Espagne, France, Grèce, Mexique, Russie, Sénégal, Tibet. Le premier Prix pour le 1er groupe (6 à 9 ans) a été décerné à Thanassis Lanaris (Grèce) et pour le 2e groupe (10 à 12 ans) à Ana Maria Lecheva (Bulgarie).
La mascotte de la Biennale 2012 : la chouette Kaie.
　

## Biennale 2014
Le sujet de la Biennale 2014 : L'animal ou l'arbre en voie de disparition dans votre pays.
Les pays participants : Algérie, Angleterre, Biélorussie, Bulgarie, Chine, Croatie, France, États-Unis, Myanmar, Pays-Bas, République tchèque, Russie, Roumanie, Taïwan, Tibet, Ukraine, Turquie. Le premier Prix pour le 1er groupe (6 à 9 ans) a été décerné à Mihail Kudryavtsev (Russie) et pour le 2e groupe (10 à 12 ans) à Simion Cristina Maria (Focsani), Roumanie, coordonné par Ortansa Mazilu).
La mascotte de la Biennale 2014 : le panda Tenzin dessiné par Gamze Tunçer (Turquie).

## Biennale 2016
Le sujet de la Biennale 2016 : L'architecture traditionnelle dans votre pays.
La mascotte de la Biennale 2016 : le castor Imhotep dessiné par Tanaya Petrova (Bulgarie).
En 2016, 17 pays ont participé : Albanie, Bulgarie, Croatie, Colombie, Chine, États-Unis, Espagne, RU-Écosse, France, Indonésie, Pologne, République tchèque, Russie, Roumanie, Serbie, Slovénie, Taïwan.
Le 1er prix du 1er groupe a été décerné à Simion Cristina Maria (Focsani), Roumanie (coordonné par Ortansa Mazilu), la gagnante du 1er prix aussi en 2014, le 1er prix du 2e groupe a été remporté par Zi-Shan Ruan, onze ans, de Taïwan (Taipei). Le travail remarquable des Taïwanais a fait que le 2e prix du premier groupe a été décerné à Li-Ting Lee, 12 ans, tandis que le 2e prix du 2e groupe a été emporté par Serova Ekaterina, huit ans, de Russie (Nijni Novgorod).
Un ebook sur la Biennale a été réalisé par le Museum children EBook d'Italie, un conte écrit par Bartolomeo Masterly, intitulé Voyage fantastique à la biennale de peinture d'enfants de Saint-Frajou, et présenté à la Foire du livre de jeunesse de Bologne en avril 2016.

## Biennale 2018
Le sujet de la Biennale 2018 :   Illustration d'un conte ou légende de votre pays.
La mascotte de la Biennale 2018 : le perroquet Shéhérazade dessiné par Eva Pogacnik, Slovenie.
En 2018, 20 pays ont participé : Argentine, Albanie, Azerbaïdjan, Bulgarie, Croatie, Israël, Chine, États-Unis, Espagne, RU-Écosse, France, Pologne, République tchèque, Russie, Roumanie, Polynésie, Mexique, Tunisie, Tadjikistan, Suisse.
Le 1er prix du 1er groupe a été décerné à Elisabeth Julie Wong de Hong Kong, Chine, le 1er prix du 2e groupe a été remporté par Nina Kovacevic de Poula, Croatie. Le 2e prix du premier groupe a été décerné à Chu Hui Yan de Hong Kong, Chine, tandis que le 2e prix du 2e groupe a été emporté par Mulenkova Dariya de Penza, Russie. Prix du public de la 4e Biennale, Maria Teodora Ureche, 11 ans, pour "Merveilleux bosquet ", Corbeni - Roumanie.
La réunion du jury s'est tenue le 30 avril 2018 avec Nicole Cavin, peintre, Gérard Lartigue, sculpteur, Juliette Marne, écrivain, Gyslain Gadbin, photographe, Philip Makin, architecte et peintre et William Massias, photographe.

## Biennale 2020
En raison de l'épidémie du COVID-19 la 5° Biennale internationale de peinture d'enfants a eu lieu en ligne.
Organisateurs : Médiathèque Municipale de Saveres, Musée de peinture de Saint-Frajou et Club Photos Bis de Berat(31)
Le sujet de la Biennale 2020 : Mon amie arbre. La mascotte de la Biennale 2020 : écureuil de Melina Cala de  13 ans, Berati, Albanie. 340 participants de : Allemagne, Bulgari, Colombie, Croatie, Chine, France, Indonésie, Inde, Mexique, Israël, Slovaquie, Philippines, Turquie, Royaume-Uni, Roumanie, Russie, Ukraine, Serbie, Slovénie, Pologne, République tchèque.
Grand Prix de la 5e Biennale a été décerné à Yan Mei Chung, 11 ans, de Hong Kong. Le Prix spécial du jury a été décerné à Anuska Valdamani, 13 ans, d'Inde.

## Biennale 2022
Le sujet de la Biennale 2022 : Fleur raconte moi ton histoire. La mascotte de la 6° Biennale : Mascotte de la 6° Biennale était l'abeille Maya de Aarya Aranke, 12 ans d'Inde. Participation de 245 enfants de : Bulgarie, Chine, Croatie, Espagne, France, Israël, Pologne, République Tchèque, Roumanie, Russie, Slovaquie, Tadjikistan, Turquie et  RU-Écosse.
Grand Prix de la Biennale a été décerné à Sofia Chernukh, 11 ans, Espagne, Prix special du jury, Kseniya Volkova, 7 ans, Russie.
Membres du jury :  Bruno Hoornaert, photographe, Martine Massias, écrivaine, William Massias, photographe, Jean-Claude Barousse, président des amis du musée de Saint-Frajou.

## Biennale 2024
La 7ème Biennale internationale de peinture d’enfants, organisée par le Musée de Peinture de Saint-Frajou avec le concours du club photo BIS de Bérat et la médiathèque de Savères, sur le thème du voyage autour du monde, 254 jeunes artistes de 6 à 12 ans, venus de 31 écoles dans 14 pays, ont participé.Bulgarie, Chine, Croatie, Espagne, France, République Tchèque, Russie, Slovaquie, Tadjikistan, Serbie , Sri Lanka  et  RU-Écosse.
Le jury de 5 personnes (G. Rumeau, J.J. Bucheaudon, J. Echene, M. Casanova, M. Gavarrone) était acompagnés de Jean-Claude Barousse, président des Amis du Musée, et Ksenia Milicevic, peintre et conseillère artistique du musée. Les deux grands gagnants :
1er prix Chan Cheuk Ning Sofie, 9 ans, Hong Kong
2ème prix Winston Wu, 11 ans, Taïwan.
Par ailleurs, des gagnants ont aussi été désignés dans les deux groupes d’âge des participants (6-12 ans et 13-14 ans). Diplômes et récompenses ont été attribués largement pour encourager le maximum de jeunes artistes dans leur quête de qualité. La mascotte de la Biennale 2024, l’escargot Speedy, a été choisie sur concours et réalisée par Lo Isaac Sky, 8 ans, de Hong Kong.